# Анселмо Рамон
Анселмо Рамон (порт. Anselmo Ramon, нар. 23 червня 1988, Камасарі) — бразильський футболіст, нападник клубу КРБ. Відомий за виступами за низку бразильських і закордонних клубів, зокрема за клуб «Крузейру», в складі якого став чемпіоном Бразилії.

## Ігрова кар'єра
У професійному футболі Анселмо Рамон дебютував 2008 року виступами за команду «Крузейру», проте не відразу став гравцем основного складу, і з 2008 до 2011 грав у оренді в клубах «Ітауна», «Кабофрієнсе», «Касіва Рейсол», «Ріо-Бранко», «Аваї», «ЧФР Клуж» та «Оесте». Після повернення з оренди Рамон став гравцем основного складу «Крузейру», та став у його складі в 2013 році чемпіоном Бразилії.
У 2014 році Анселмо Рамон перейшов до китайського клубу «Ханчжоу Грінтаун», в якому швидко став одним із найкращих бомбардирів, і до 2017 року зіграв у складі команди 67 ігор, в яких відзначився 35 забитими голами. У 2018 році футболіст повернувся на батьківщину, де став гравцем клубу «Гуарані» (Кампінас). У 2019 році Рамон перейшов до іншого бразильського клубу «Віторія» (Салвадор). З початку 2020 року футболіст грав у складі клубу «Шапекоенсе», з яким виграв у цьому році Лігу Катаріненсе та бразильську Серію B. З 2022 року футболіст грає в бразильському клубі КРБ.

## Титули і досягнення
- Чемпіон Бразилії (1):

«Крузейру»: 2013